# Francis Hyland
Francis Edward Hyland (Filadelfia, 9 ottobre 1901 – Filadelfia, 31 gennaio 1968) è stato un vescovo cattolico statunitense.

## Biografia
Monsignor Francis Edward Hyland nacque a Filadelfia, in Pennsylvania, il 9 ottobre 1901 da James Hyland e Sarah (nata McCarron).

### Formazione e ministero sacerdotale
Compì gli studi per il sacerdozio al seminario "San Carlo Borromeo" di Wynnewood.
L'11 giugno 1927 fu ordinato presbitero per l'arcidiocesi di Filadelfia da monsignor Michael Joseph Crane. L'anno successivo conseguì il dottorato in diritto canonico all'Università Cattolica d'America a Washington. Trascorse i dieci anni successivi come segretario della delegazione apostolica a Washington. In seguito fu parroco a della Resurrezione a Chester dal 1938 al 1941 e parroco della Madonna di Lourdes a Filadelfia dal[1941 al 1949.

### Ministero episcopale
Il 15 ottobre 1949 papa Pio XII lo nominò vescovo ausiliare di Savannah-Atlanta e titolare di Gomfi. Ricevette l'ordinazione episcopale il 21 dicembre successivo nella cattedrale dei Santi Pietro e Paolo a Filadelfia dal cardinale Dennis Joseph Dougherty, arcivescovo metropolita di Filadelfia, co-consacranti i vescovi ausiliari Hugh Louis Lamb e Joseph Carroll McCormick.
Il 17 luglio 1956 papa Pio XII lo nominò primo vescovo della nuova diocesi di Atlanta. Prese possesso della diocesi l'8 novembre successivo con una celebrazione nella cattedrale di Cristo Re.
L'11 ottobre 1961 papa Giovanni XIII accettò la sua rinuncia al governo pastorale della diocesi per motivi di salute e lo nominò vescovo titolare di Bisica.
Morì a Filadelfia il 31 gennaio 1968 all'età di 66 anni. È sepolto nell'Holy Cross Cemetery di Yeadon, Pennsylvania. Nell'Arlington Memorial Park di Sandy Springs, Georgia, luogo di sepoltura di diversi suoi successori, è presente una lapide in sua memoria.

## Genealogia episcopale
La genealogia episcopale è:
- Cardinale Scipione Rebiba
- Cardinale Giulio Antonio Santori
- Cardinale Girolamo Bernerio, O.P.
- Arcivescovo Galeazzo Sanvitale
- Cardinale Ludovico Ludovisi
- Cardinale Luigi Caetani
- Cardinale Ulderico Carpegna
- Cardinale Paluzzo Paluzzi Altieri degli Albertoni
- Papa Benedetto XIII
- Papa Benedetto XIV
- Cardinale Enrico Enriquez
- Arcivescovo Manuel Quintano Bonifaz
- Cardinale Buenaventura Córdoba Espinosa de la Cerda
- Cardinale Giuseppe Maria Doria Pamphilj
- Papa Pio VIII
- Papa Pio IX
- Cardinale Raffaele Monaco La Valletta
- Cardinale Francesco Satolli
- Cardinale Dennis Joseph Dougherty
- Vescovo Francis Edward Hyland